# 百慕達韓垂戰事
百慕達韓垂戰事是於1864年5月在維吉尼亞的里奇蒙外面進行，北軍當時為詹姆斯軍團，由本傑明·富蘭克林·巴特勒率領;而南軍軍官為P.G.T.柏逸嘉。

## 戰事

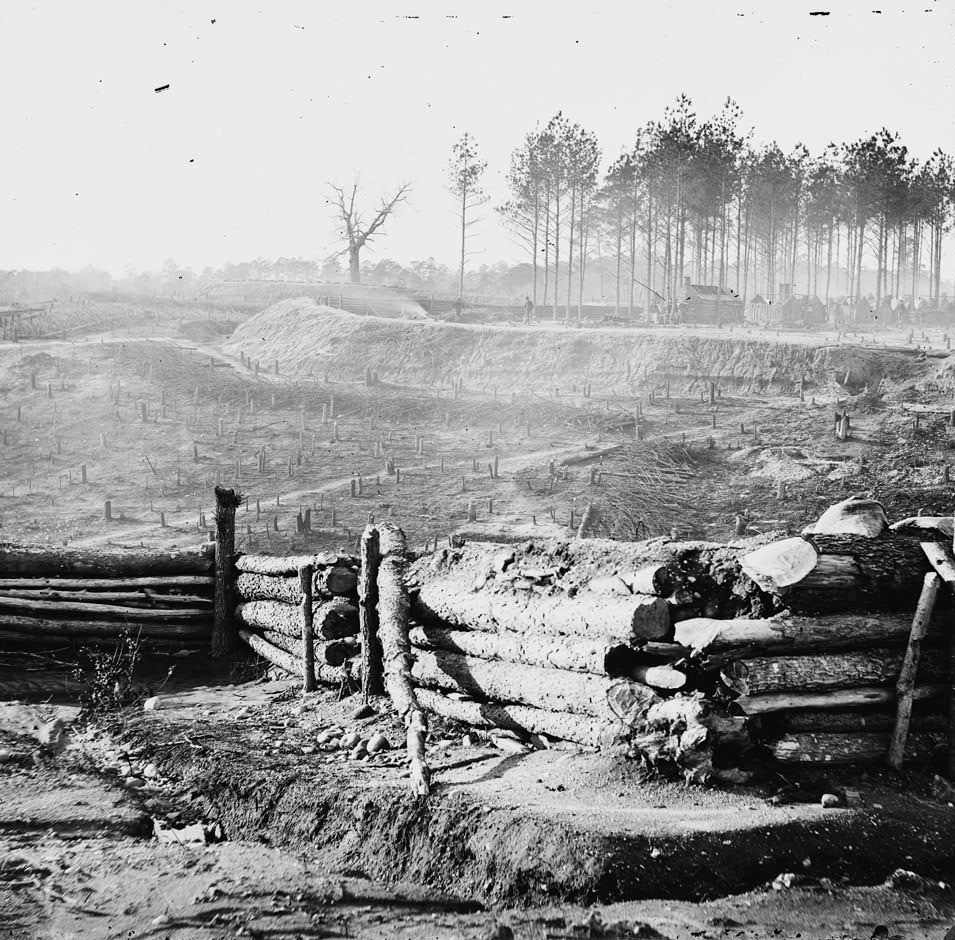
百慕達韓垂戰事中北軍的防禦工具

格蘭特被華盛頓特區從西線調到東線攻擊李將軍和里奇蒙，於是格蘭特聯同喬治·米德和本傑明·富蘭克林·巴特勒發動進攻。格蘭特與米德在陸路會戰中攻擊北維吉尼亞軍團，巴特勒則率33,000南軍穿越詹姆斯河,向里奇蒙推進。這兩場戰事主要是希望可以奪得里奇蒙彼得斯鐵路，以削弱南軍的實力，而不是直取里奇蒙。然而，巴特勒不是出色的軍人，於是格蘭特先派第十軍團(南北戰爭)和第十八軍團(南北戰爭)幫助他。
戰事的起點為百慕達韓垂的一個漁港，附近就是詹姆斯河，北軍的詹姆斯軍團於5月5日出發，同日，格蘭特的北軍與北維吉尼亞軍團於莽原戰役戰鬥。

## 戰役
1. 沃索爾港口之役（5月6日—7日）：南軍被打敗後,撤往史威夫特溪附近等候援兵。
2. 史威夫特溪之役（5月9日）：一名南軍軍官向北軍發動進攻，但最後南軍再次被打敗，北軍雖然成功破壞了敵人的鐵路，但沒有繼續推進。巴特勒隨後派5艘艦艇沿途攻擊敵人，但不成功。
3. 卻斯特站之役（5月10日）：南軍在首次在百慕達韓垂戰事中打敗北軍，並把他們在百慕達韓垂地區趕走。
4. 波特溪之役（5月12—16日）：北軍再度在百慕達韓垂地區重組軍力，向南軍發動進攻，但因為沒有艦艇的支援而被打敗，數日後，南軍反撲，猛攻北軍右翼，直到大霧的來臨，使南軍停止進攻，但此時的北軍已經失去組織，再一次離開百慕達韓垂地區。
5. 韋爾低地教堂之役（5月20日）：趁北軍士氣低落，南軍突擊他們的防線（這次戰役大約有10,000人參加），北軍抵擋不住，只得投降，離開百慕達韓垂地區；南軍則建築防線，以免北軍再進攻百慕達韓垂。

## 北軍的失敗
北軍從詹姆斯河發動的入侵是失敗，但在數場戰役中，北軍阻隔了去冷港幫助北維吉尼亞軍團的南軍。雖然這一次戰事幫不上多少忙，但巴特勒的軍隊後來仍可以與格蘭特圍攻彼得斯堡。